# Puig de Muntana
El Puig de Muntana és una muntanya de 1.426 metres que es troba al municipi de Josa i Tuixén, a la comarca de l'Alt Urgell.